# Liste der Biografien/Mox
Liste der Biografien |
Portal Biografien |
Personensuche
# |
A |
B |
C |
D |
E |
F |
G |
H |
I |
J |
K |
L |
M |
N |
O |
P |
Q |
R |
S |
T |
U |
V |
W |
X |
Y |
Z |
?
 
Ma |
Mb |
Mc |
Md |
Me |
Mf |
Mg |
Mh |
Mi |
Mj |
Mk |
Ml |
Mm |
Mn |
Mo |
Mp |
Mq |
Mr |
Ms |
Mt |
Mu |
Mv |
Mw |
Mx |
My |
Mz
 
Moa |
Mob |
Moc |
Mod |
Moe |
Mof |
Mog |
Moh |
Moi |
Moj |
Mok |
Mol |
Mom |
Mon |
Moo |
Mop |
Moq |
Mor |
Mos |
Mot |
Mou |
Mov |
Mow |
Mox |
Moy |
Moz
Die Liste der Biografien führt alle Personen auf, die in der deutschsprachigen Wikipedia einen Artikel haben. Dieses ist eine Teilliste mit 11 Einträgen von Personen, deren Namen mit den Buchstaben „Mox“ beginnt.

## Mox

### Moxe
- Moxey, John Llewellyn (1925–2019), britischer Filmregisseur

### Moxl
- Moxley, Jon (* 1985), US-amerikanischer WrestlerJon Moxley (* 1985)

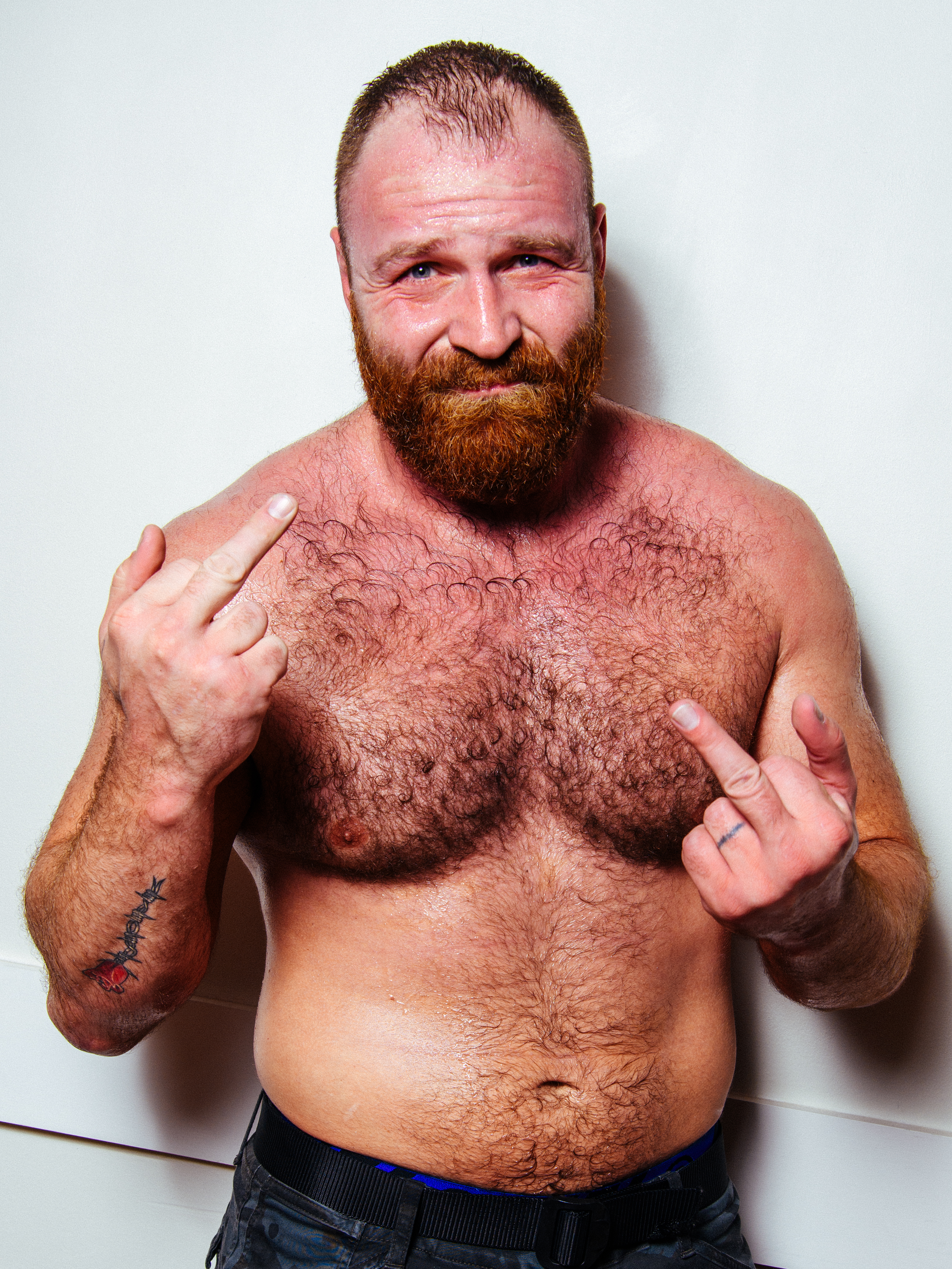
Jon Moxley (* 1985)

- Moxley, Martha (1960–1975), US-amerikanisches Mordopfer
- Moxley, William (1851–1938), US-amerikanischer Politiker

### Moxn
- Moxnes, Bjørnar (* 1981), norwegischer Politiker
- Moxnes, Einar (1921–2006), norwegischer Politiker (Senterpartiet), Abgeordneter und Minister

### Moxo
- Moxon, Joseph (* 1627), englischer Drucker, Kartograf und Autor
- Moxon, Timothy (1924–2006), britischer Schauspieler und Gastwirt

### Moxt
- Moxter, Adolf (1929–2018), deutscher Ökonom, Hochschullehrer und Autor
- Moxter, Michael (* 1956), deutscher evangelischer Theologe, Religionsphilosoph und Hochschullehrer
- Moxter, Roswitha (1926–2004), deutsche Handweberin und Textil-Restauratorin